# Pont d'Espagne

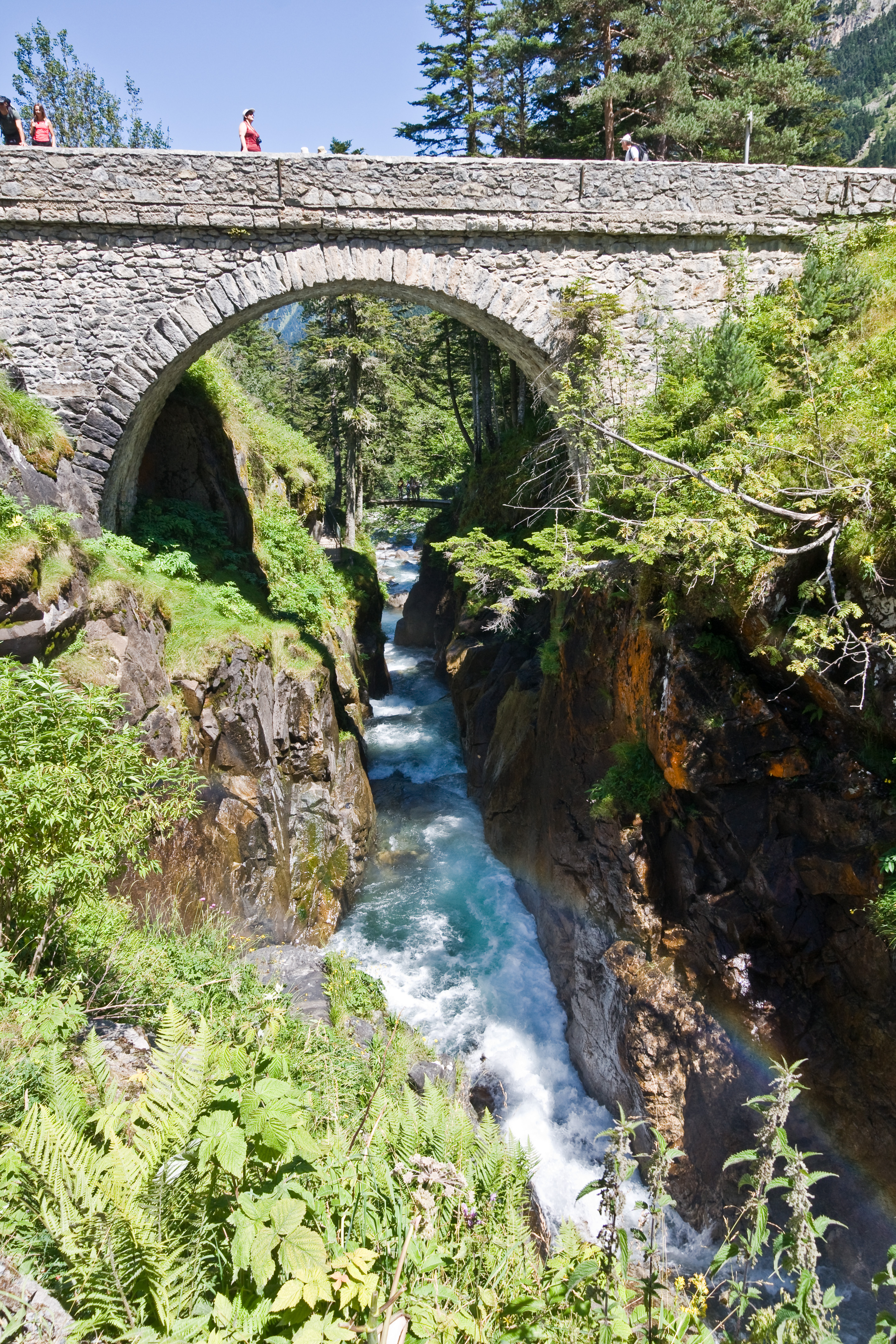
Le Pont d'Espagne (1500 m).

Le pont d'Espagne est un site naturel touristique français des Pyrénées, situé à une altitude d'environ 1 500 m sur la commune de Cauterets dans le département des Hautes-Pyrénées.
C'est un espace protégé des Pyrénées faisant partie du parc national des Pyrénées. On y trouve aussi un domaine de ski de fond faisant partie de la station de sports d'hiver de Cauterets.

## Étymologie
Son nom vient du fait qu'il s'agit d'une ancienne voie permettant de rallier l'Espagne par la montagne et ainsi du pont en pierre qui permet de passer le gave.

## Géographie

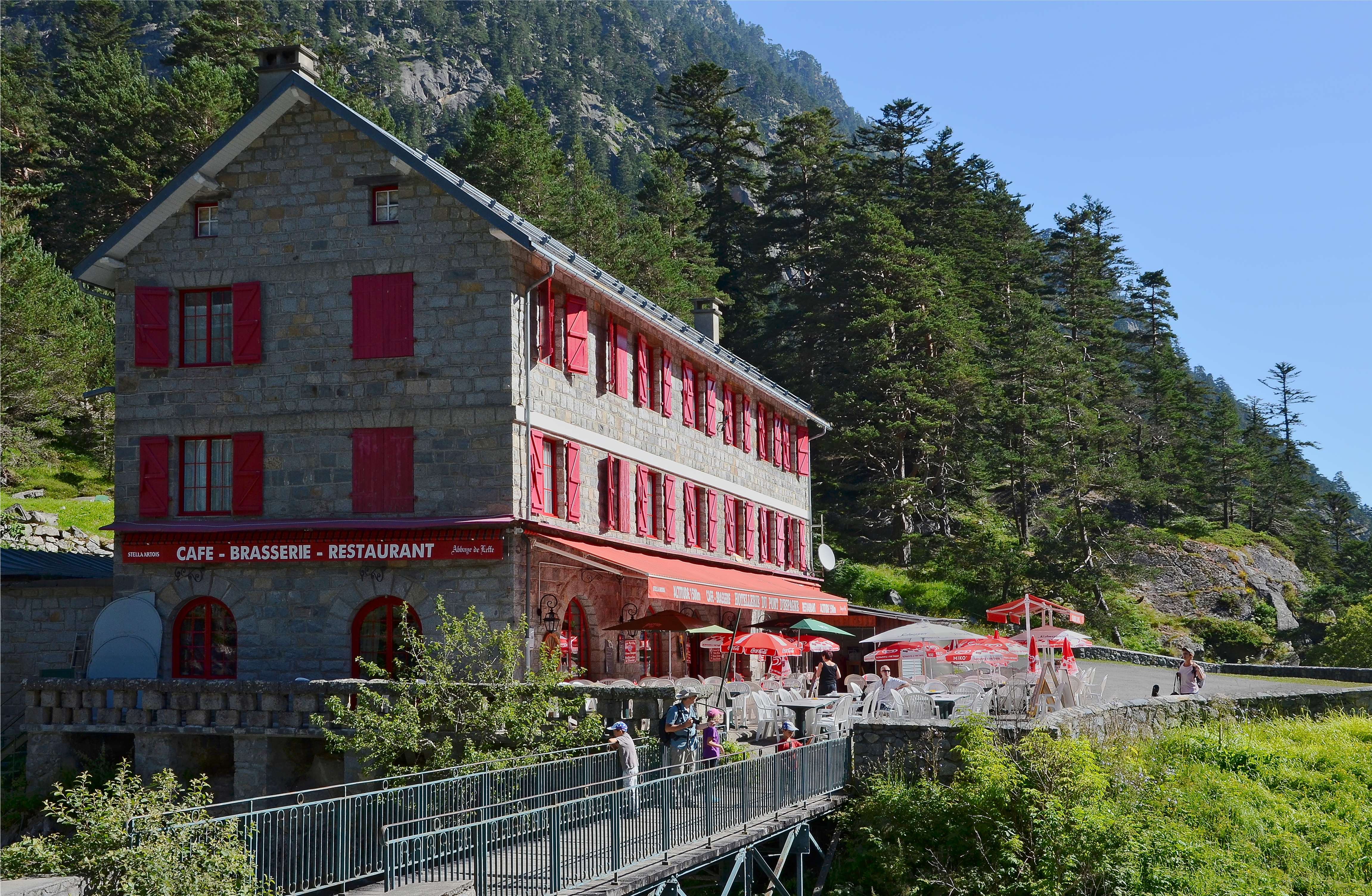
Le Restaurant près du Pont d'Espagne.

Le Pont d'Espagne se situe exactement à la confluence, à 1 496 m, du gave du Marcadau et du gave de Gaube, en bas donc de la vallée du Marcadau et au-dessus du val de Jéret. La zone est un goulet d'étranglement géographique à la jonction de deux gaves et 3 vallées, ce qui en fait un endroit avec de nombreuses cascades et où les gaves sont vifs. 
La zone supérieure possède de petits pâturages d'herbes grasses ou estives, ce qui autorise la présence de troupeaux de vaches en été.
La zone inférieure qui suit le Gave de Jéret est une zone étroite et forestière où se trouve le GR10.
Un petit restaurant s'est installé face à la cascade du gave de Gaube.

## Histoire

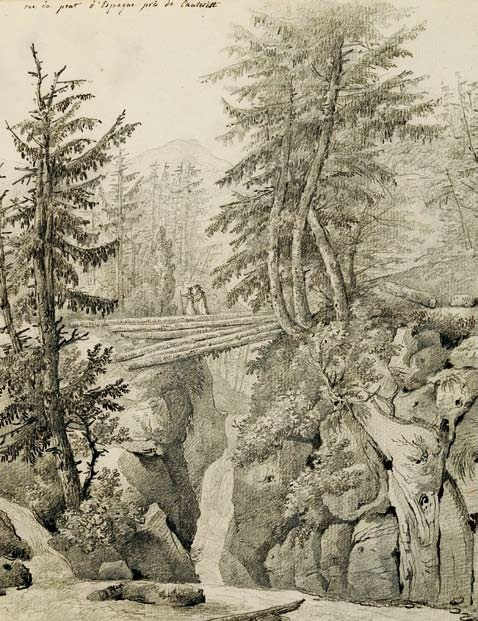
Hortense de Beauharnais, Vue du pont d'Espagne près de Cauterets, 1807, Musée Paul-Dupuy, Toulouse.

Le site fut un lieu de passage pour les échanges avec l'Espagne. Il devient dès le milieu du XIXe siècle un lieu prisé par la haute société, puis à partir des années 1960 un lieu de tourisme de masse.
Fortement dégradé par la circulation automobile et la fréquentation touristique, il a fait l'objet, à la fin des années 1990, d'un vaste projet de réhabilitation. Les accès automobiles ont été fermés, certains bâtiments détruits et des zones naturelles restituées. Par ailleurs, le Tour de France avait prévu en 1995 une arrivée d'étape au Pont d'Espagne. Mais à la suite des problèmes environnementaux que le passage de la course aurait posés, d'autant plus que le site se trouve au cœur du parc national des Pyrénées, l'arrivée a dû être déplacée à Cauterets trois mois avant le départ de la course.

## Accès
On y accède aujourd'hui uniquement depuis la ville de Cauterets par la D 920, qui se termine pour les touristes à 1 480 m par un immense parking (entrée payante). À partir de la zone de stationnement et du péage aménagé, on doit continuer à pied dans la montagne, soit par un chemin, soit par la route qui se profile - cet accès étant d'une très grande facilité, mais étant moins spectaculaire que le chemin (à droite dans le premier virage) qui emprunte une passerelle offrant une vue spectaculaire sur le site. On peut également recourir aux télécabines du Pountas.

## Randonnée

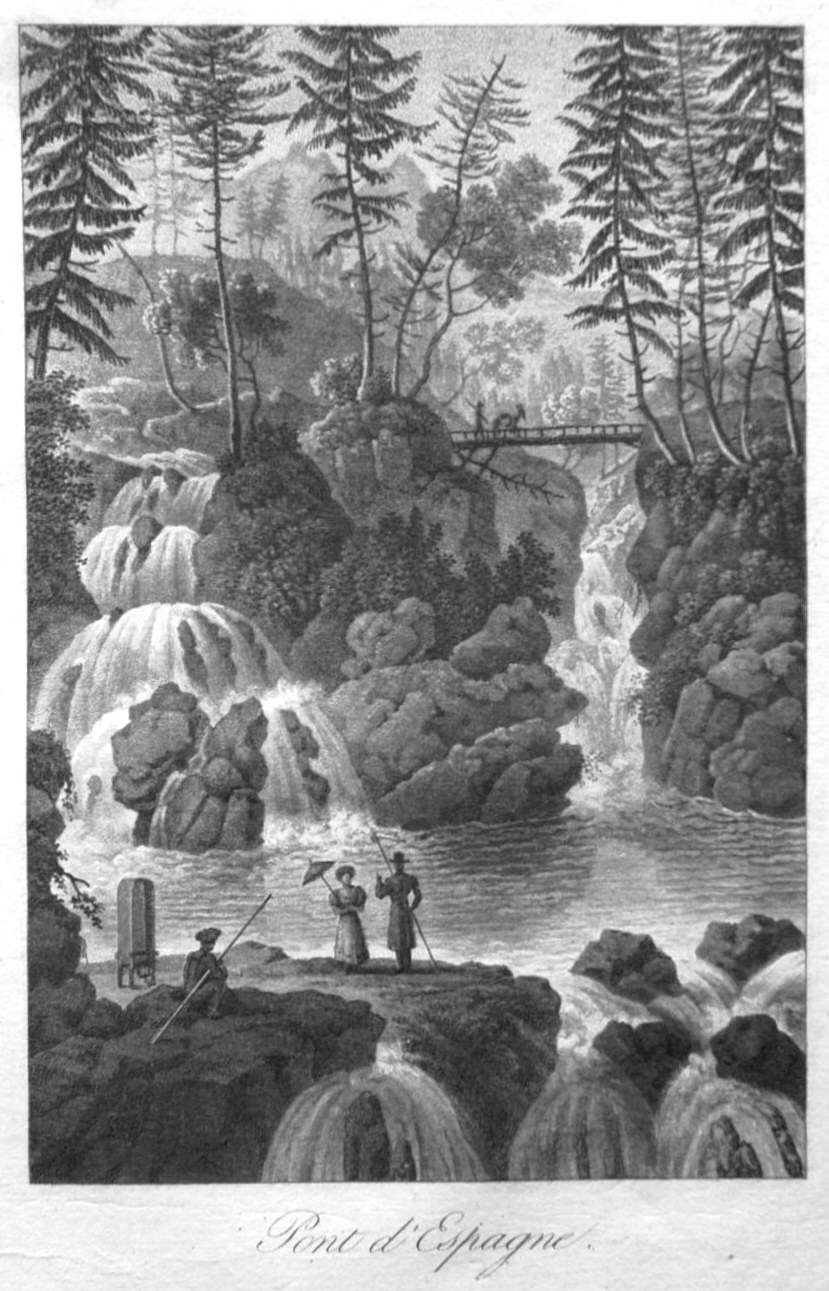
Gravure de A M Perrot, 1834.

Le Pont d'Espagne est le point de départ ou d'arrivée de plusieurs itinéraires de randonnées : 
- Il permet d'accéder au lac de Gaube, soit par un télésiège en suivant le chemin qui poursuit la route principale au-dessus du restaurant, et qui passe à côté de la gare de départ du remonte-pente, soit prenant le GR10, dans le deuxième virage de la route avant le Pont d'Espagne (petite voie bien pavée au début, à main gauche en montant). Si l'on veut faire l'aller-retour, il est préférable de monter par le GR10 et de redescendre par l'autre chemin, le GR10 étant assez chaotique et peu confortable à la descente.
- Il donne accès à la petite vallée du Marcadau puis au cirque du Marcadau. De là, grâce à de nombreux refuges, on peut accéder au versant espagnol des Pyrénées.
- Sur la route entre Cauterets et le Pont d'Espagne, nombreuses et magnifiques vues sur les cascades, très spectaculaires surtout au printemps, à la fonte des neiges (forts débits). On peut voir l'Ile Sarah Bernhardt sur le Gave, où la fantasque actrice avait installé une roulotte pour en faire un lieu de villégiature.

### Liens externes

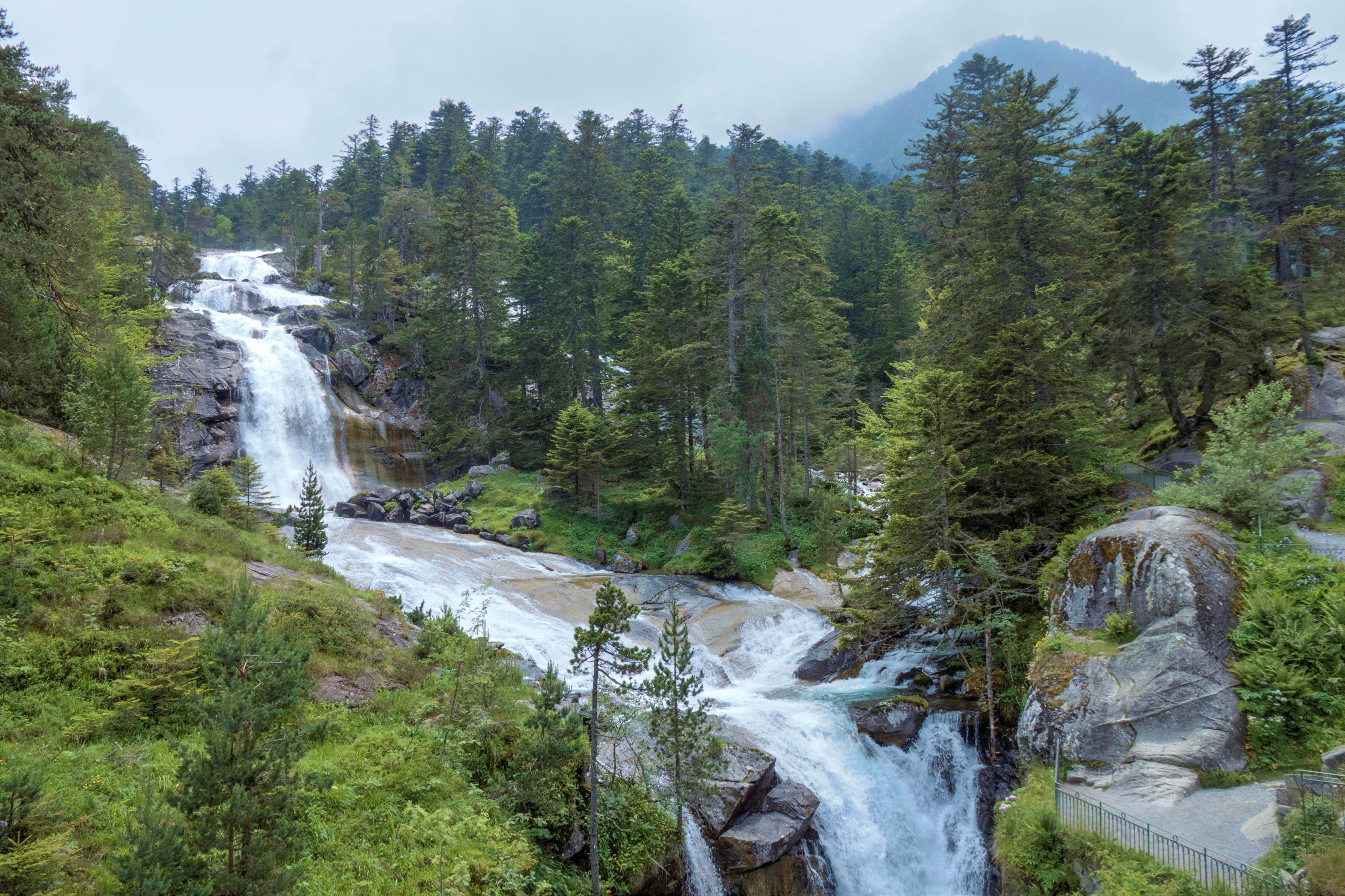
Cascade du gave de Gaube près du Pont d'Espagne